# 信義計畫區
25°02′10″N 121°34′15″E / 25.03611°N 121.57083°E

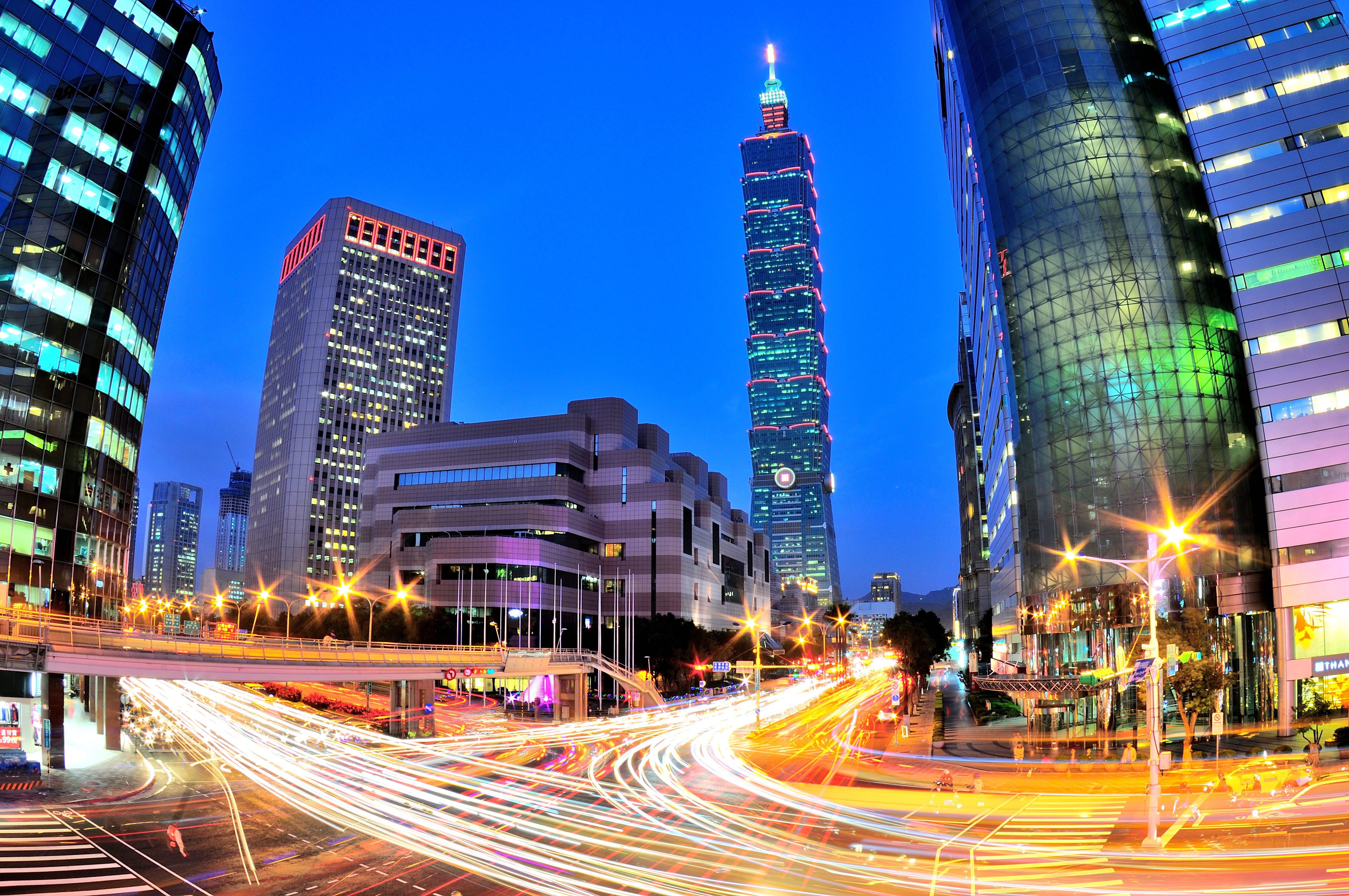
台北國際會議中心與台北101

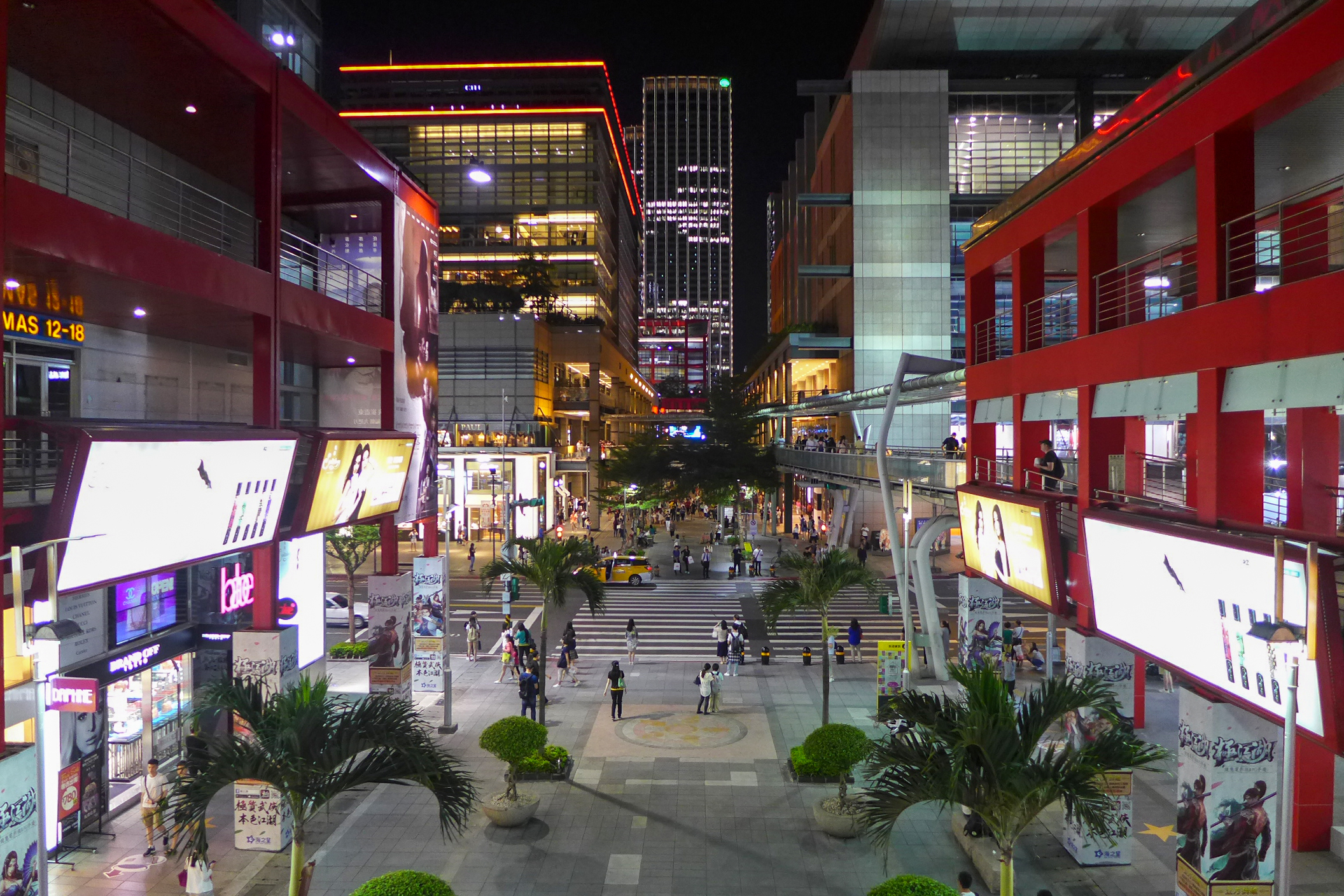
夜晚的信義新天地香堤大道

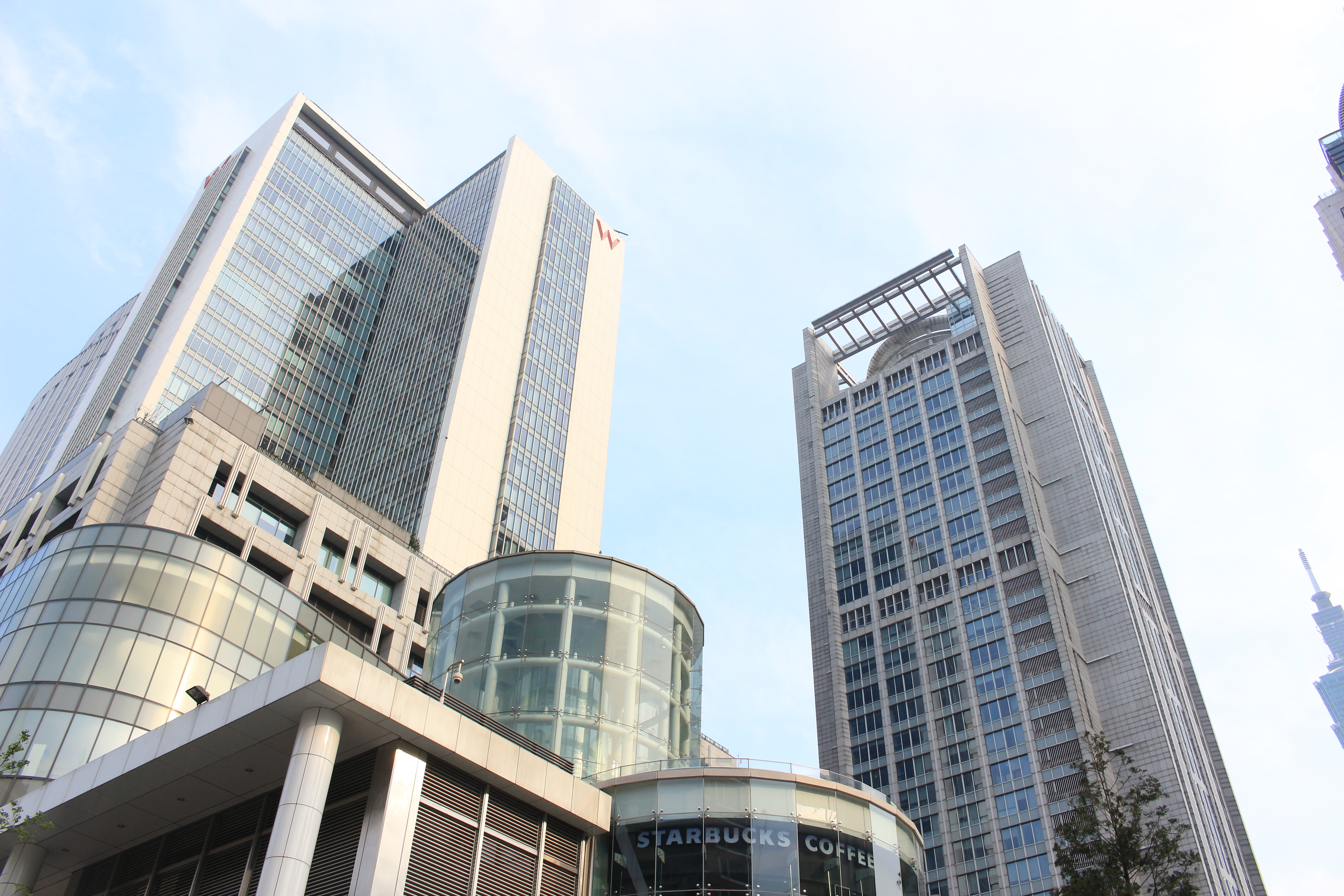
市府轉運站與統一國際大樓

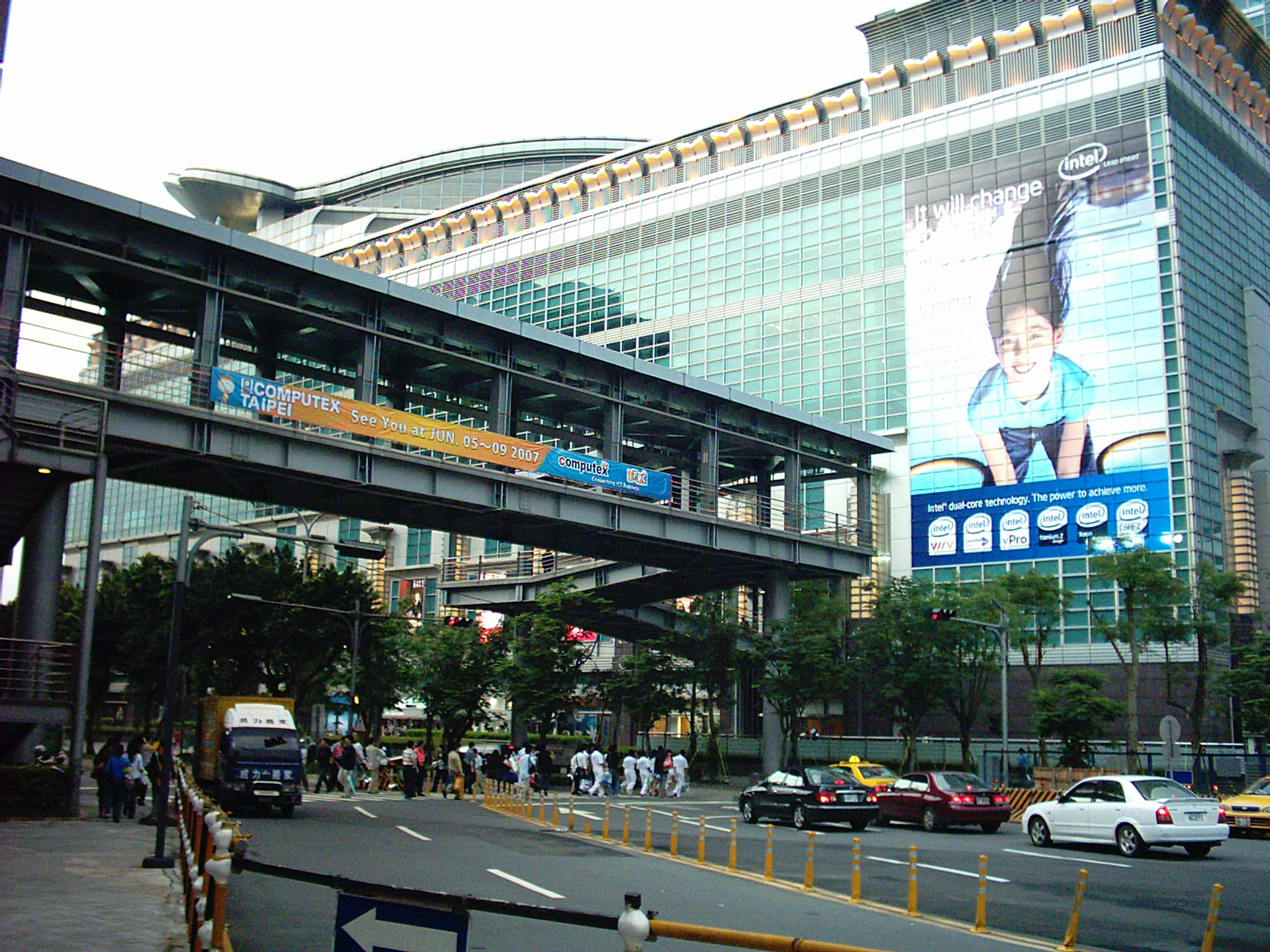
信義商圈空橋系統由多座過街天橋連結而成，圖中的天橋聯絡了台北世界貿易中心與台北101購物中心

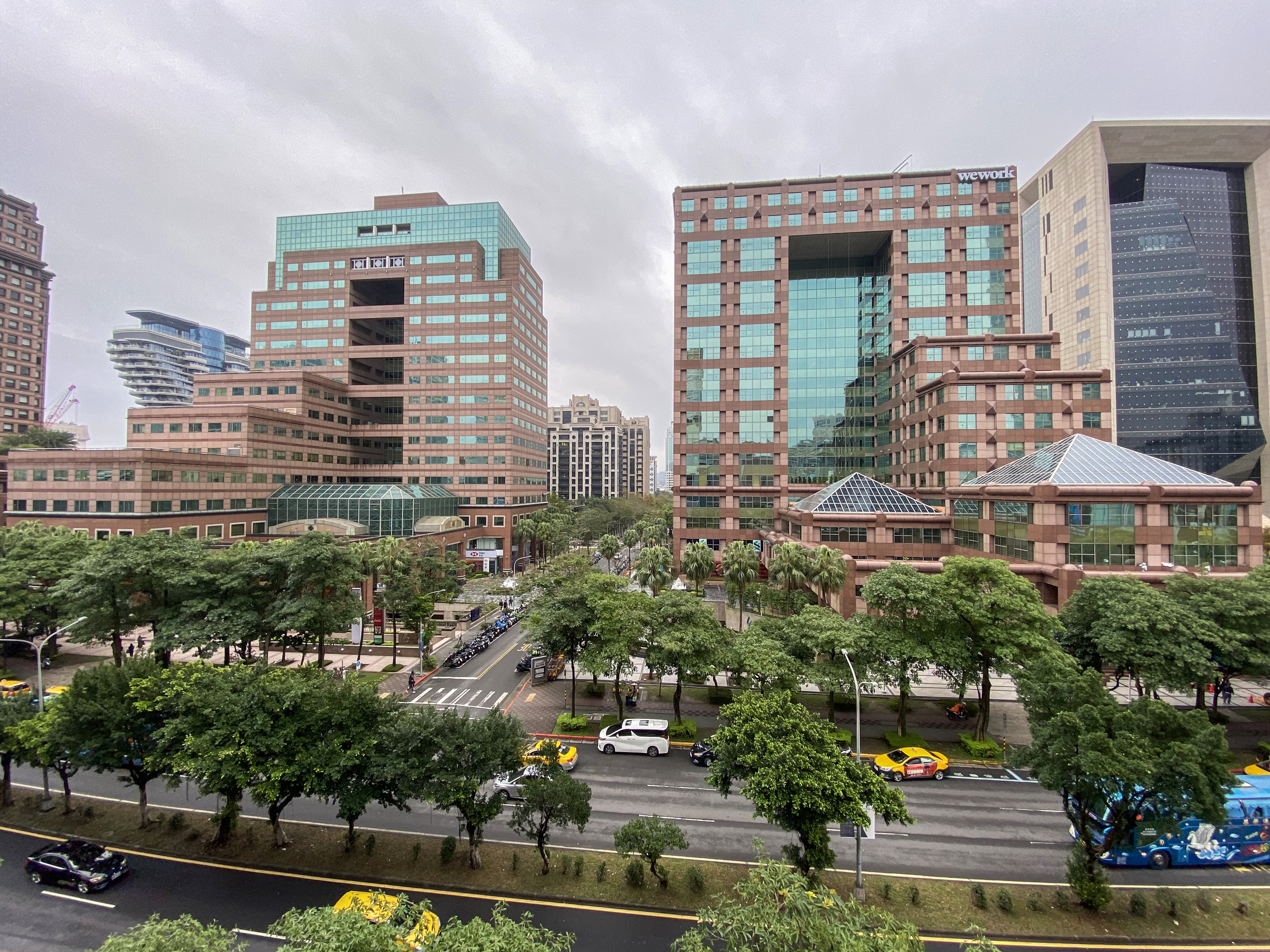
宏泰交易廣場（左）、群益金融大樓（右）

信義計畫區是位於臺灣臺北市信義區的都市開發區，總面積153公頃，自1970年代提出副都心計畫、1980年代開始進行開發，現為臺北重要的中心商業區（CBD），臺北市政府、臺北市議會、台北世界貿易中心、台北101等重要設施皆位於區內，並匯集眾多百貨商場、旅館、豪宅及企業總部於此。區內之商業區塊又常被稱為信義商圈。

## 發展歷程
信義計畫區所在地為清治時期的「興雅」，隸屬於大加蚋堡，是瑠公圳最早灌溉的區域之一，原為生產稻米的農業用地。日治中期劃為臺北州七星郡松山庄「興雅」，於1922年隨松山庄併入臺北市，日治後期部分被徵收為日本陸軍松山倉庫，並將對外道路拓寬為五線幹道（今基隆路）。戰後該地區屬於臺北市松山區，主要作為四四兵工廠及汽車五級保養廠使用，此外周邊還有眷村、射擊靶場、台機公司重型車輛機械廠、公園路燈工程管理處五分埔苗圃、環境清潔處車輛保養廠及少數民間住宅外，其餘大多為空地，土地利用程度極低。因戰後臺北市都市地帶快速由西向東擴張，臺北市政府遂與軍方交涉將其搬離；又因1975年原擬之新商業都心「營邊段計畫」被劃為中正紀念堂用地而胎死腹中，市政府新規劃的「現代化商業經貿中心」亦移至此地。
1977年淡江文理學院都市設計與環境規劃研究室於「臺北市政建設整體性綜合規畫研究報告」中提出副都市中心的設置原則，當時林洋港市長裁定臺北市副都心東移，展開新市政中心的規劃。台北市工務局為了審慎從事都市計畫之擬定，遂於1978年同時委託臺灣大學土木工程研究所、中興大學都市計劃研究所及淡江文理學院建築系各自組織團隊規劃設計，作為研擬計畫的參考。李登輝擔任市長時於1980年又委託旅日建築師郭茂林KMG事務所進行「台北市信義計畫區都市設計研究」，計畫導入郭茂林在東京霞關大樓與新宿副都心的規劃經驗，以超大街廓、人車動線分離以及廣場軸線的手法規劃現代化的副都心，並成為全台灣第一個實施都市設計管制與審議的地區。
臺北市政府變更國父紀念館以東地區為特定專用區作為副都心，目標為設新市政中心及次商業中心以引導都市均衡發展，疏解西區舊都心（臺北車站、西門町、建成一帶）的商業擁擠並增進東區繁榮及居民都市生活之便利，配合住宅發展政策提供良好之居住環境，興建完整之示範性新社區。
1980年市政府公布主要計畫，1981年公布細部計畫，1981-1986年為期5年依照細部計畫規定辦理「松山區第二期市地重劃」以取得公共設施用地。
1980年是信義計畫區啟動的重要一年，聯勤總部與市政府國宅處合作興建忠駝國宅安置眷戶，並以8億元補貼金，將兵工廠及保養廠遷至大溪。隨即開始興建世貿展覽中心、世貿辦公大樓、國際會議中心及國際觀光飯店等。市政府也在1980年舉辦了「市政中心新建工程徵圖」，最後選出吳增榮、李俊仁、陳碧潭三位建築師共同合作的雙十平面作品為首獎。終於在1990年市議會新廈落成，1993年市政府大樓落成。
1990年臺北市行政區劃分重新調整，信義計畫區及周邊區域改為信義區。1993年10月首度辦理信義計畫區抵費地之公開標售時，因房地產景氣熱絡，標脫價格高出重劃後評定地價甚多，市議會考量相繼標售恐將助長房地產飆漲，乃決議「請市府勿標售本市信義重劃社區抵費地，應另行審慎規劃適當用途，俾充分利用市區土地」。1994年信義計畫特定專用區細部計畫第一次通盤檢討，增加了地下層開挖與使用的限制，並增訂了住商混和比例的限制。第一次通盤檢討後，開始有不少企業總部進駐，包括震旦大樓、中國信託、中國石油、國泰金融中心、統一國際大樓等，一棟一棟嶄新的現代建築拔地而起，造就出獨特的都市景觀。
1995年為了配合行政院推動「亞太營運中心設置國際金融中心」之政策，市政府將其所有A22及A23兩個街廓變更都市計畫提高容積率為630%，並以設定地上權70年之開發方式於1997年招商投資，由中華開發團隊團隊得標，打造為今日之台北101大樓。在陳水扁市長的任內以台北101大樓為核心，積極打造「台北曼哈頓」的都市意象，醞釀改變信義計畫區的發展方向為國際性大都會的副都心。於是臺北市在以尊重市場發展機機制、管制鬆綁、空間解嚴及策略獎勵開發許可的精神下，推動信義計畫區第二次都市計畫通盤檢討。2000年公布信義計畫特定專用區細部計畫第二次通盤檢討，創設了「特定業務區」的使用分區，放寬住宅區容許商業零售及辦公室可以進駐，也取消了絕對高度的限制。人行空橋的系統也在這次通盤檢討時提出，以公私部門合作的方式，建構整體銜接南北兩處捷運站的人行空間。空橋系統之設計由建築師張樞負責，並於2004年完工，總長2.293公里。
在馬英九市長任內，除了前述第二次通盤檢討放寬管制，2001年恢復抵費地的標售，2003年、2004年為了推動會議展示園區吸引國際企業進駐，符合經濟部「企業營運總部行動方案」，市政府又二次放寬核心商業區及周邊住商混和區土地使用分區管制，取消第二次通盤檢討所要求之回饋規定。2000年信義計畫區的交通系統也相繼完成，包括板南線通車及信義快速道路通車啟用。種種的正面因素促使新光三越百貨、誠品書店、阪急百貨、微風廣場等百貨零售紛紛進入，使信義計畫區成為臺北市頂尖潮流時尚的中心。
2013年發布信義計畫特定專用區細部計畫第三次通盤檢討。此時，信義計畫區可開發之建地69.71公頃，已經開發了62.66公頃，開發率達九成以上。為配合臺北國際化政策及更進一步促進信義計畫區產業蓬勃發展，乃適度調整增加土地容許使用項目並免回饋。交通方面，2010年長途客運市府轉運站啟用，2013年捷運信義線也通車了。信義計畫區的發展已逐漸達到成熟發展的境地。從最早1977年規劃至今已經歷經40年以上，可說是台灣都市計畫發展史上最重要的一個閃耀計畫。

## 範圍
信義計畫區劃定的範圍總面積153公頃，信義計畫區大約以基隆路一段、信義路五段、松德路、忠孝東路五段為界。早期此區域的土地皆由中華民國國防部所有，聯勤44兵工廠即座落於此，周圍並設有不少眷村（如：四四南村、四四西村等）以就地安置在兵工廠工作的軍眷家屬。後來這些單位陸續搬遷後，再經政府規劃之下，依地區未來的用途的不同，規劃成住宅區（如松智路、松勤路一帶）、商業區（松壽路、松高路一帶）、文教區（如博愛國小、興雅國中），使其成為一個商業金融的中心，同時也成為整個臺北的新都心。

## 發展概況
臺北市政府期望以此計畫區成為臺北的發展脈絡中心，並且成為都市中再中心化的重要場域，為了使整個區域的發展力求一致，本區內的每個開發個案都尚需要經過都市計劃暨土地開發許可審議委員會的審議，使得每個個案的規劃都能符合信義計畫區目標之下的整體發展，企圖規範開發商在豐富都市地景、繁榮地方發展的不同開發中，力求基本的次序、安全與井然有序。
現在的信義計畫區幾乎已開發完成，除了指標性的臺北世界貿易中心、臺北101之外，週邊還有許多企業集團的辦公設施，如國泰金融中心、新光銀行總部大樓、華南銀行總部大樓、南山人壽（臺北南山廣場）、遠雄集團總部大樓、ING安泰人壽、震旦行、群益證券、摩根大通金融大樓、花旗銀行臺灣總部、中油企業總部、克緹國際大樓等，未來富邦集團總部也將遷入此區，將新建一棟54樓，樓高266.6公尺的富邦信義A25園區大樓，完工後將成為臺北第四高樓。此外還有高檔的出租公寓如新光信義傑士堡，以及不少的百貨公司和餐飲娛樂設施，如微風松高、微風信義、微風南山、新光三越信義新天地、信義威秀影城、ATT 4 FUN、統一時代百貨及NEO19、寶麗廣場、兩間蘋果直營店（臺北101店、信義A13店）及蘋果臺灣分公司、君悅飯店、臺北W飯店、寒舍艾美酒店及寒舍艾麗酒店等，未來將新增凱悅集團旗下最高檔的酒店柏悅（Park Hyatt Taipei）與安達仕酒店（Andaz）、元利四季酒店，現在已經躍升為臺北主要的商業區之一。而臺北市議會與臺北市政府也分別於1990年與1994年搬遷至區內。

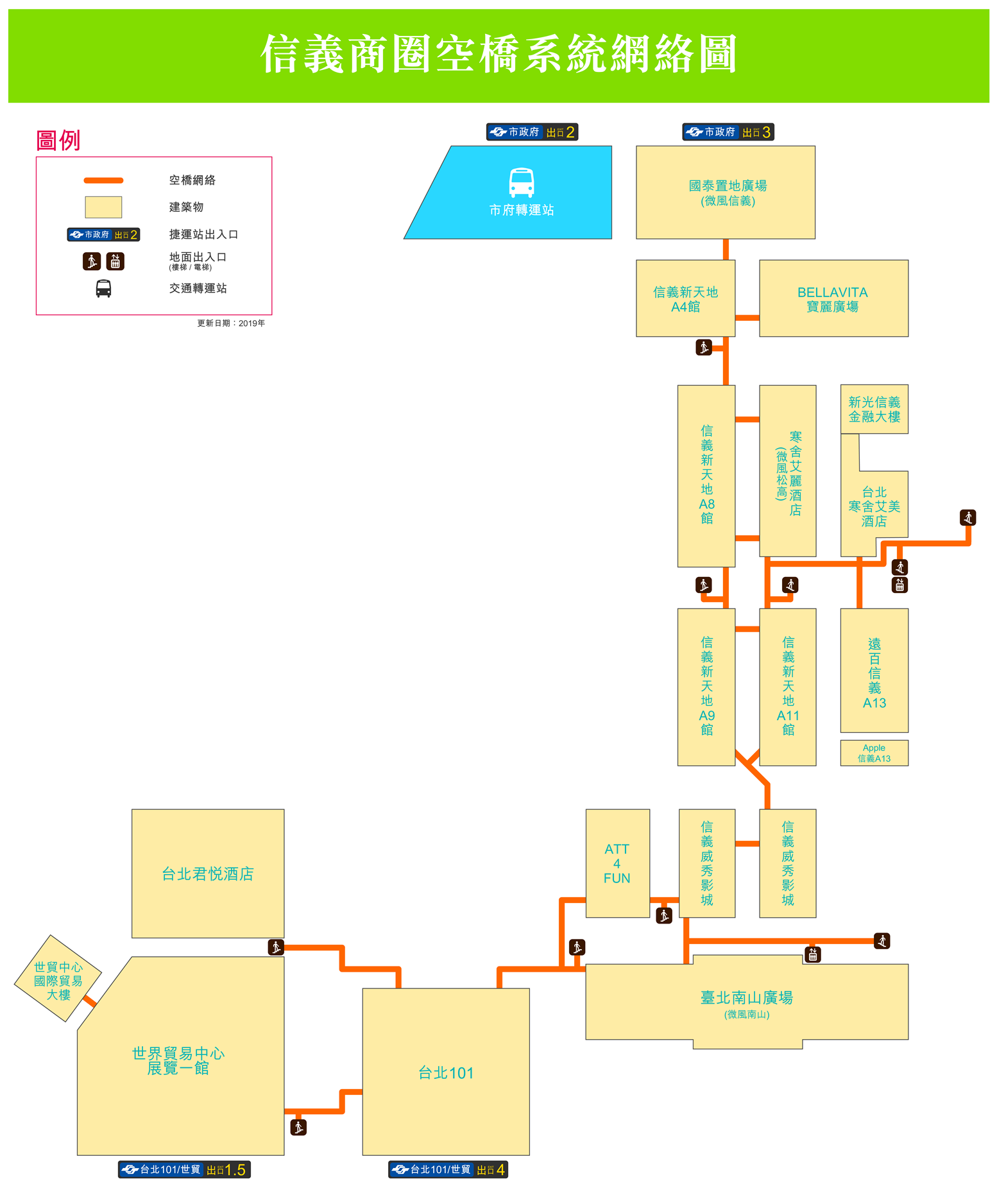
信義商圈空橋系統示意圖

### 百貨業
目前該區包含新光三越信義新天地A11、A8、A9、A4四個館、微風松高、微風信義、微風南山、臺北101、信義威秀影城、ATT 4 FUN、統一時代百貨、BELLAVITA、信義誠品、NEO19及遠百信義A13；於0.5平方公里內就有15間百貨商場，是全世界百貨密集度最高的區域，百貨之間可透過信義商圈空橋系統或地下通道往來，可由市政府站步行至臺北101/世貿站。
由於交通量已經達到飽和，除了現有在計畫區北側的忠孝東路上有臺北捷運板南線之外，在計畫區南側的信義路上尚有臺北捷運信義線，已於2013年11月24日通車啟用。
近年將還會增加一棟百貨商場，為中信金總部拆除後再建樓高280公尺的台北天空塔（The Sky Taipei），竣工後將成為台北第二高樓與台灣第三高樓，也將使信義區的百貨商場數增添為16棟。

### 外交機構
信義計畫區亦為許多駐台外交機構所在地，包括韓國、蒙古、印度、土耳其、歐盟、瑞典、義大利、波蘭、斯洛伐克、瑞士、以色列、阿根廷、墨西哥、秘魯、（國貿大樓）、英國、澳洲（統一國際大樓）、荷蘭（遠雄金融中心）、德國（台北101）、加拿大、紐西蘭（華新麗華大樓）、智利、俄羅斯（震旦國際大樓）。

## 照片集

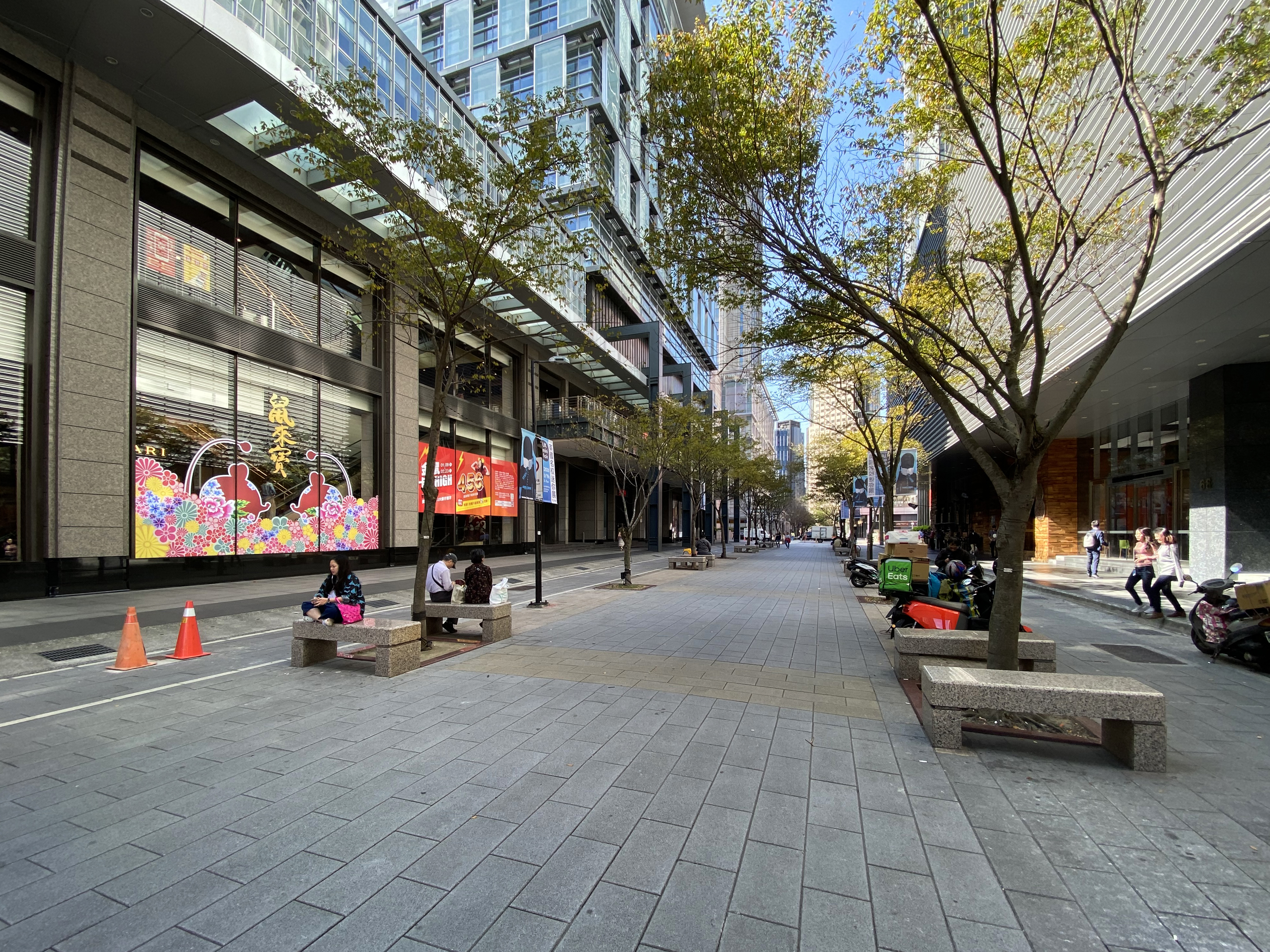
信義區興雅路徒步區
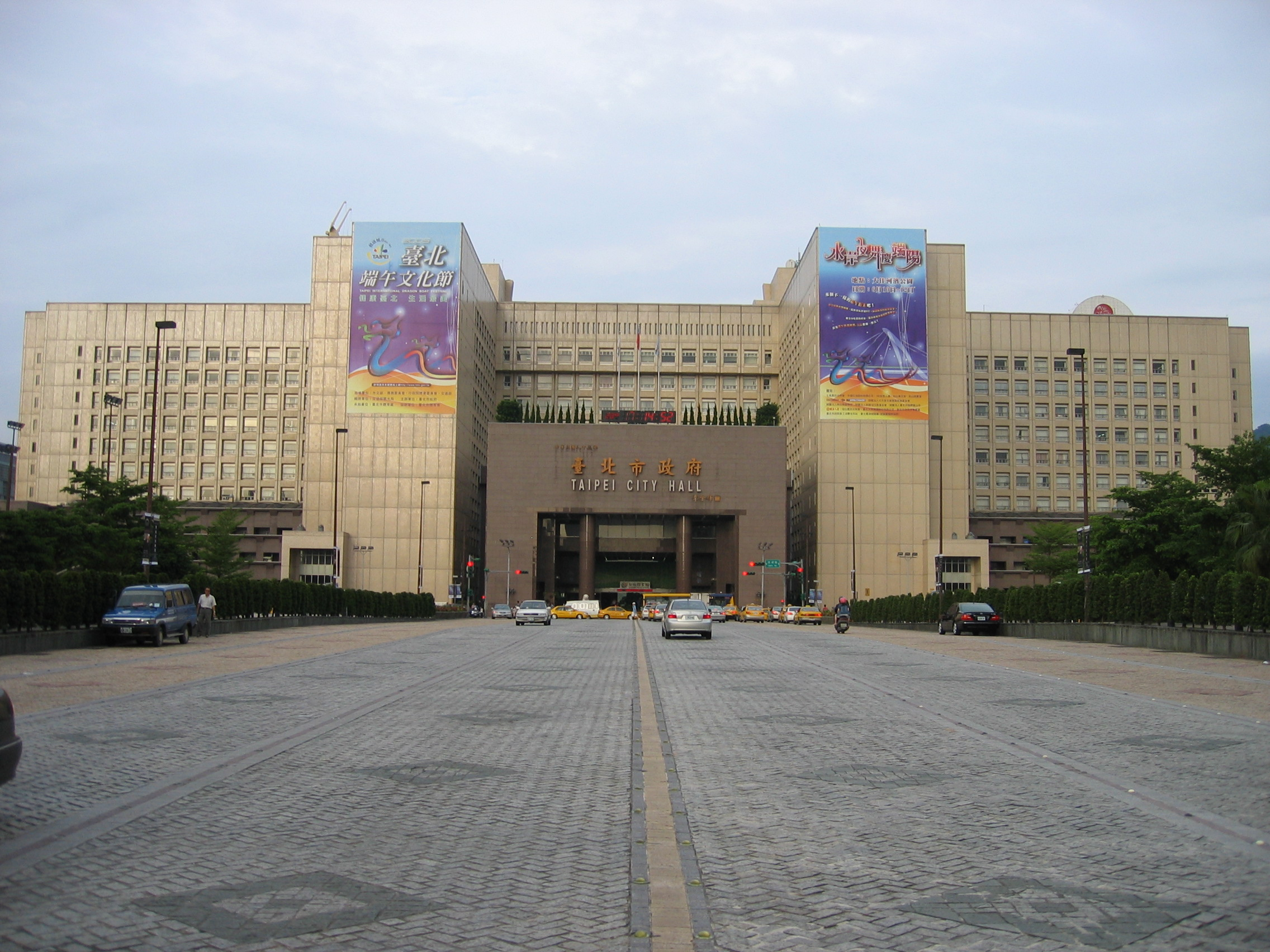
信義計畫區內最早的大型建築物-臺北市政大樓
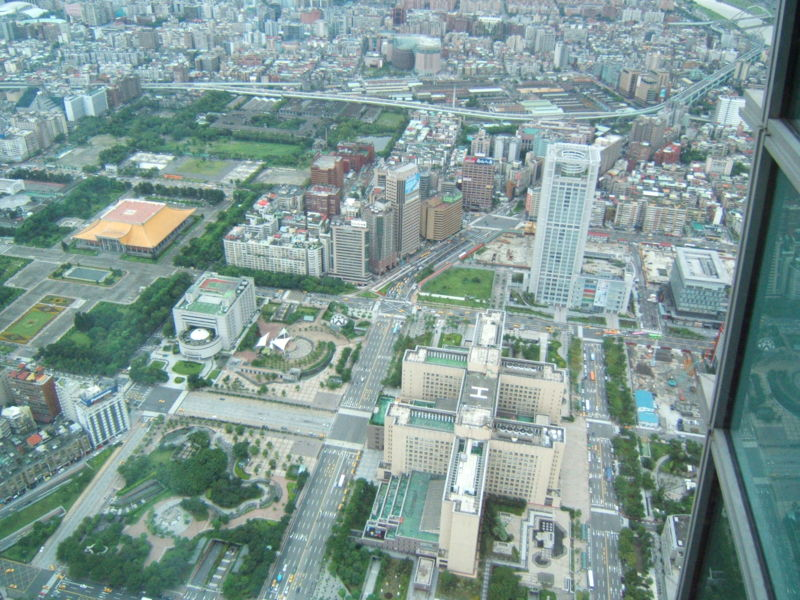
由臺北101鳥瞰臺北市政府、臺北市議會、國父紀念館等建築（2008年）
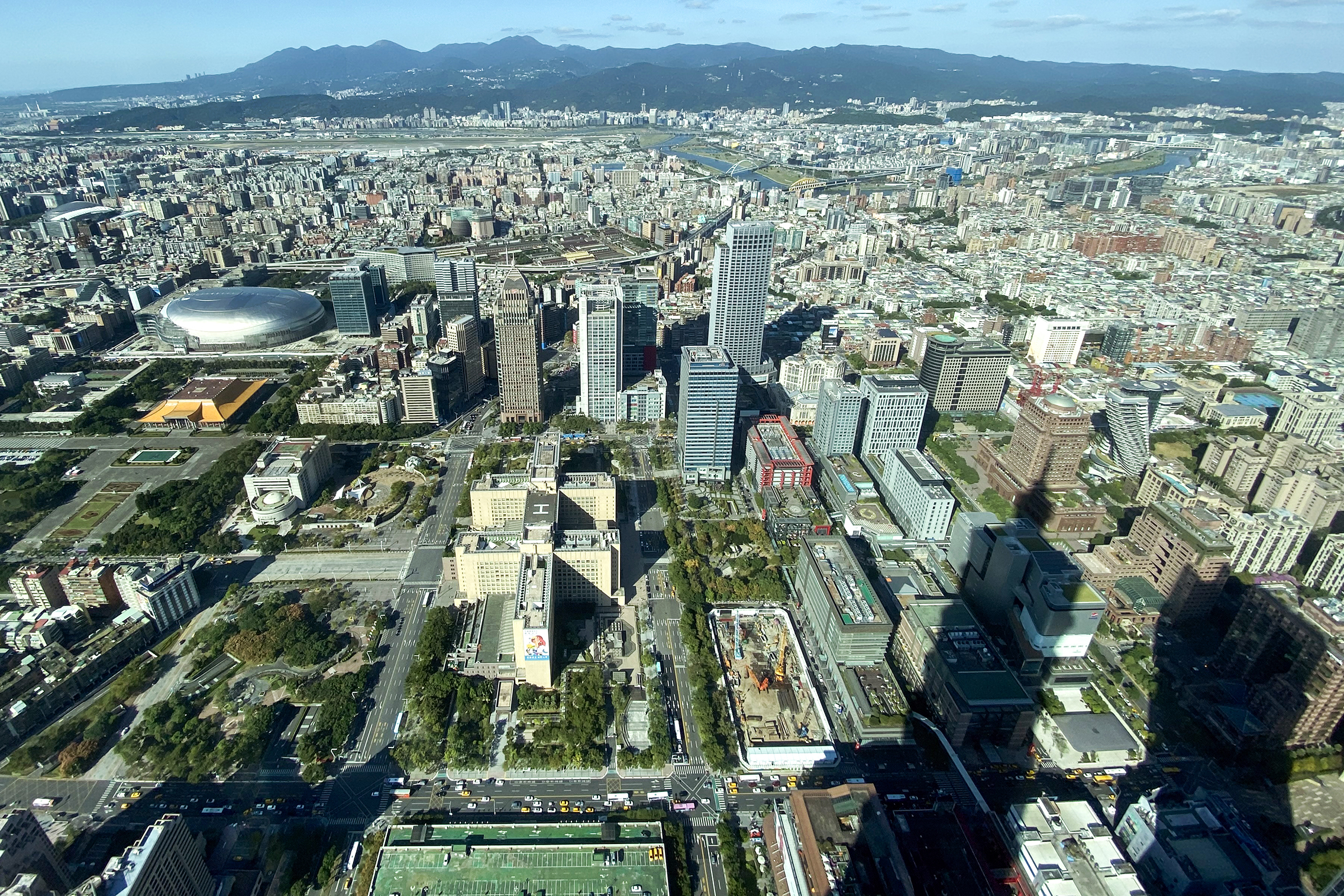
由臺北101俯瞰信義計畫區北側（2019年）
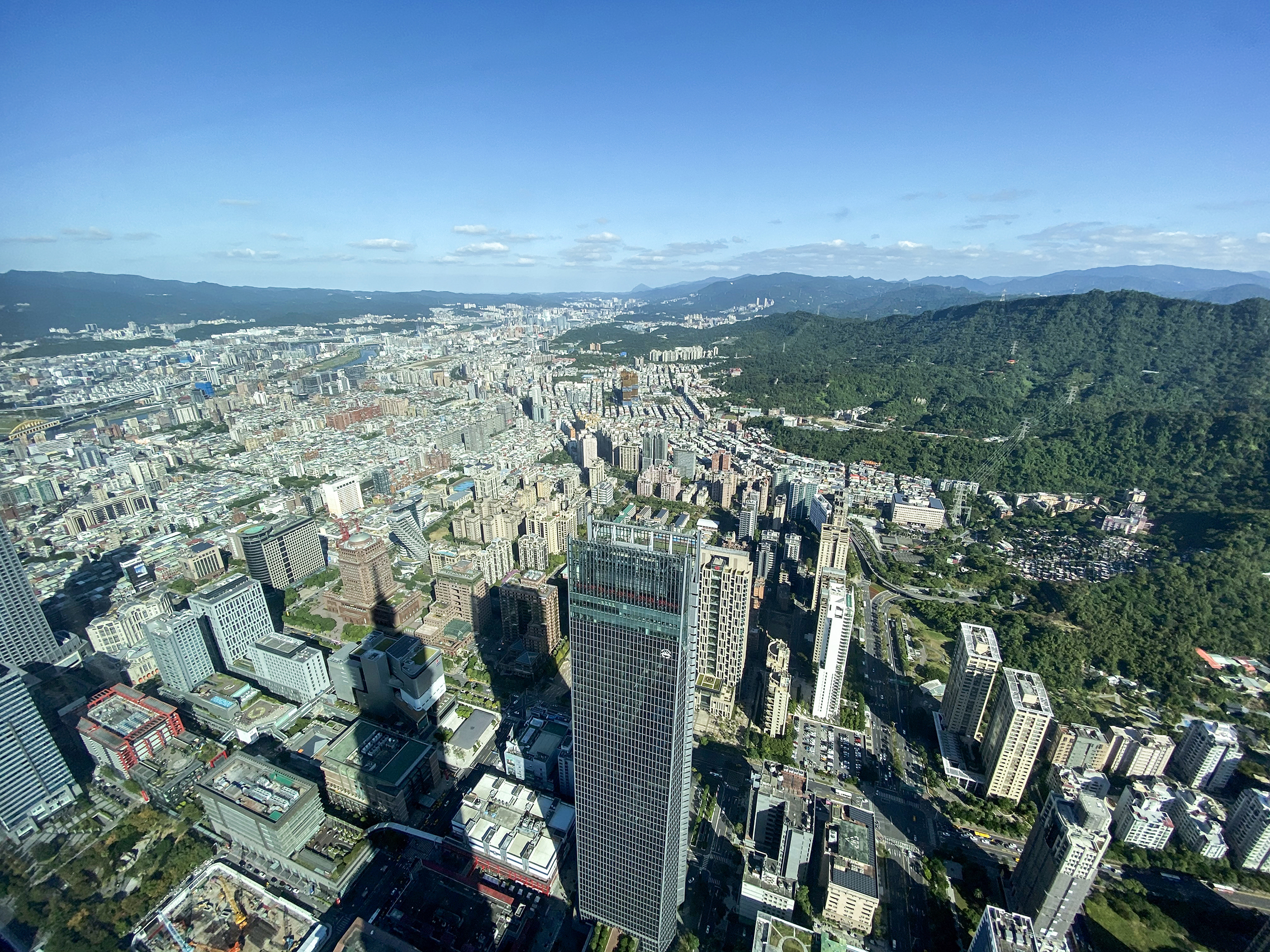
由臺北101鳥瞰信義計畫區東側（2019年）
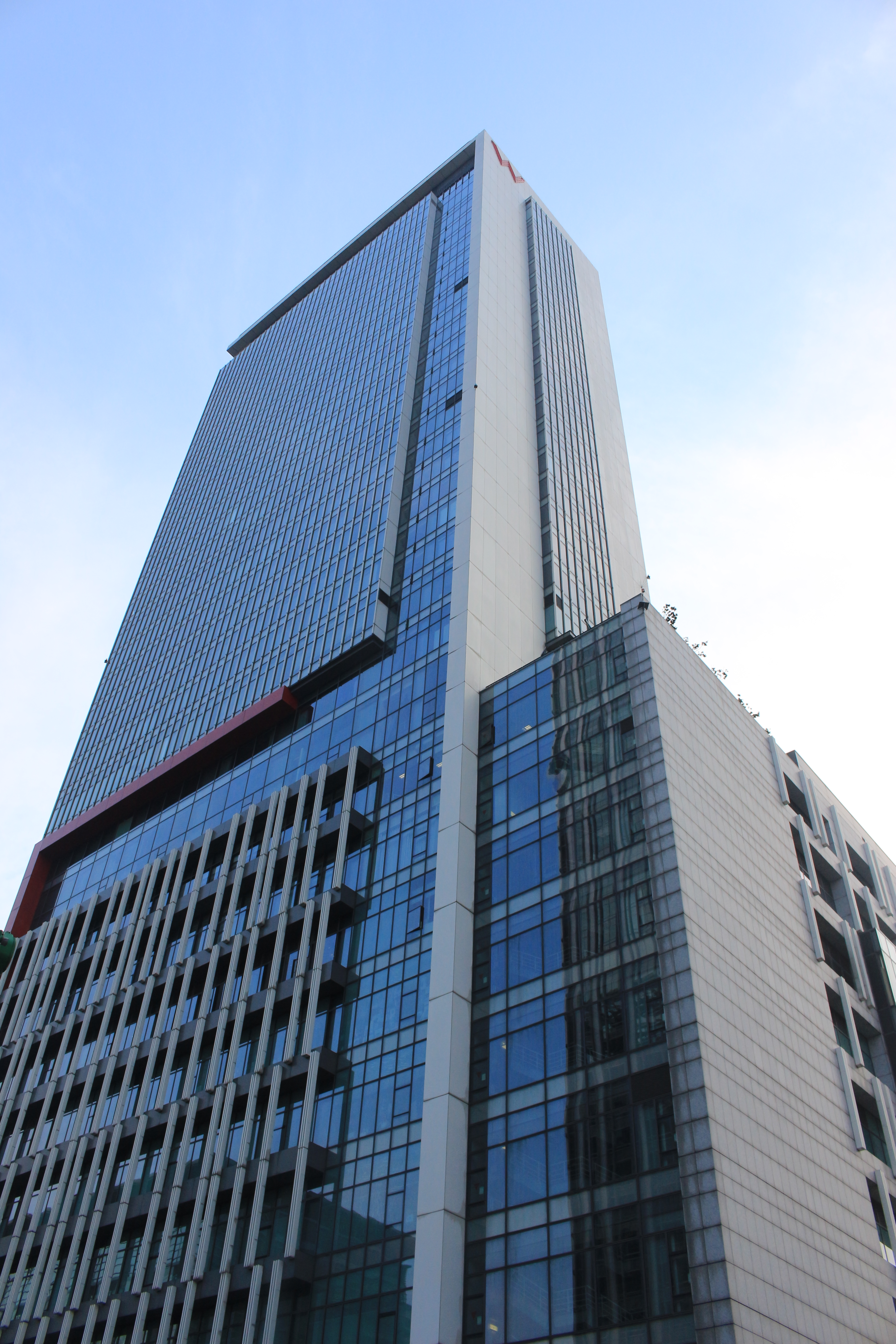
交通樞紐市府轉運站大樓
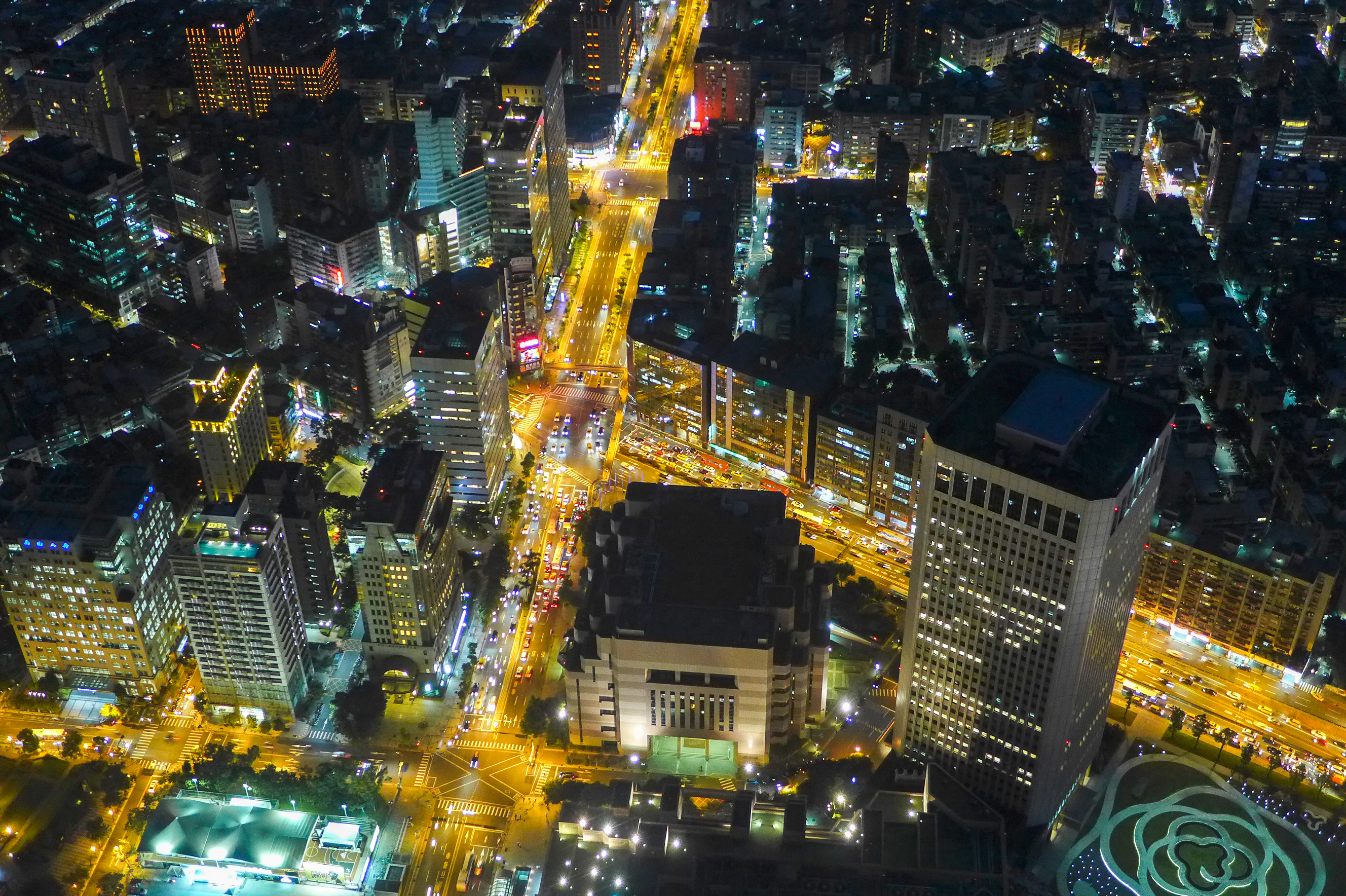
從臺北101觀景臺眺望信義路的夜景
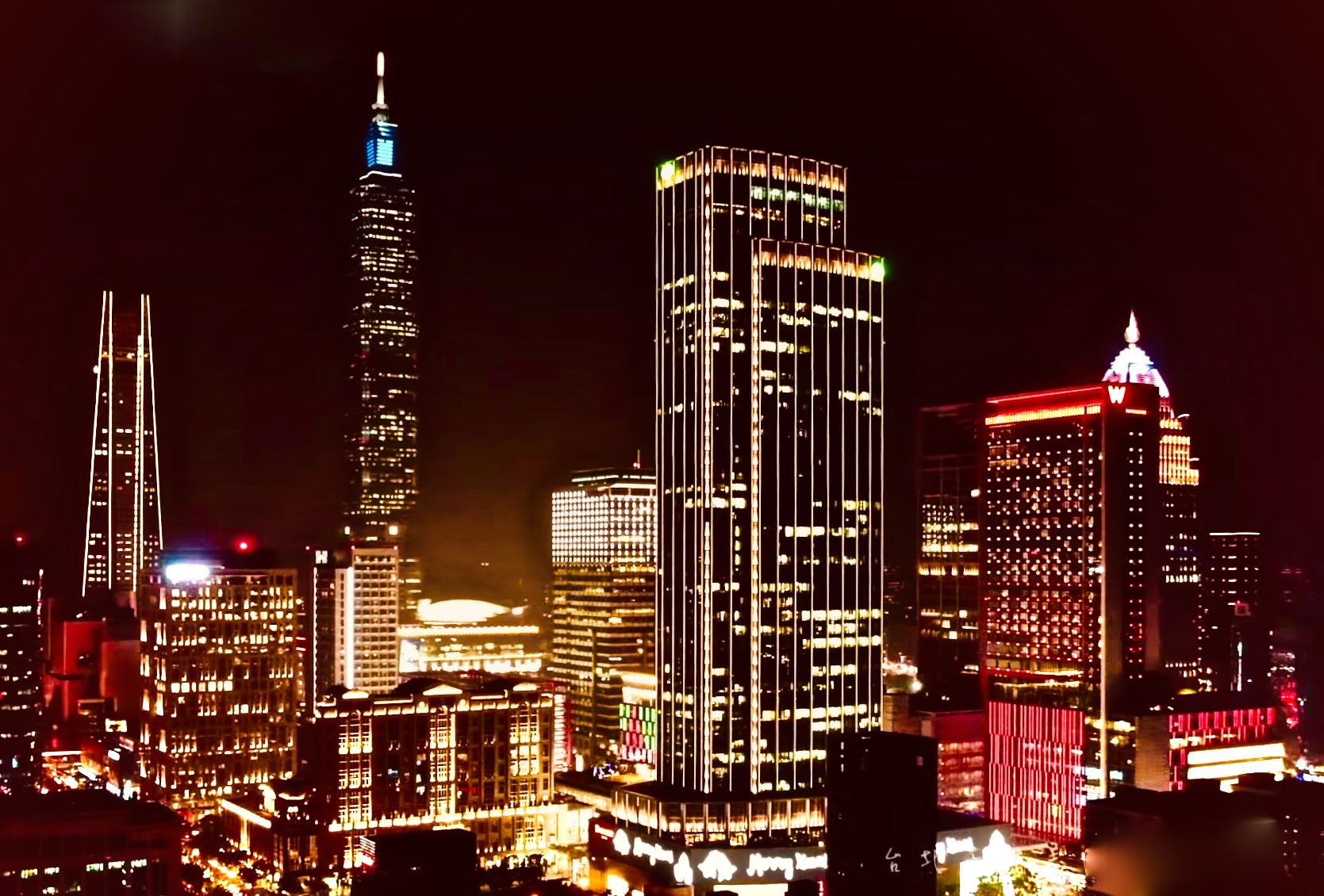
信義區空拍
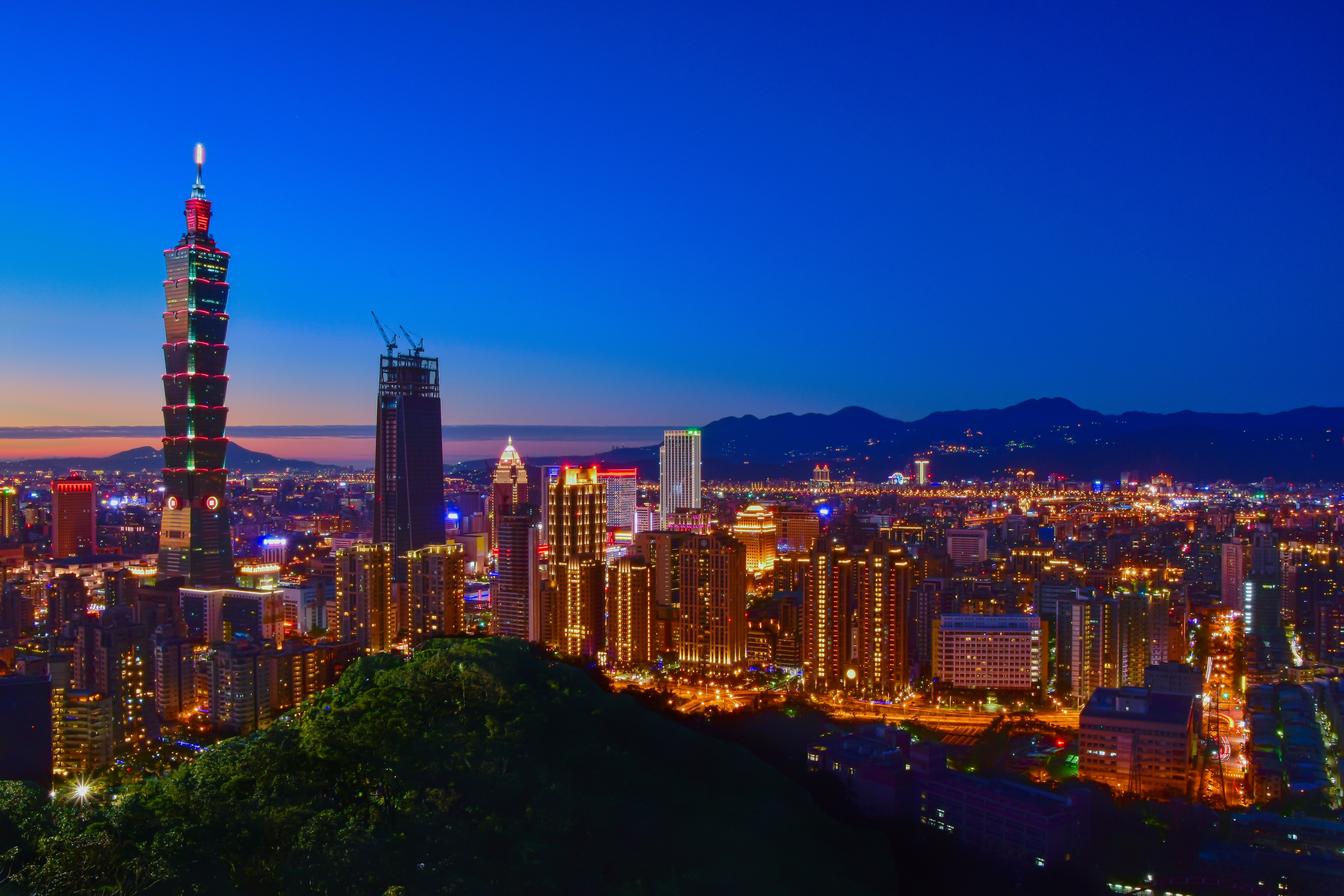
信義計畫區夜景

## 編碼區劃

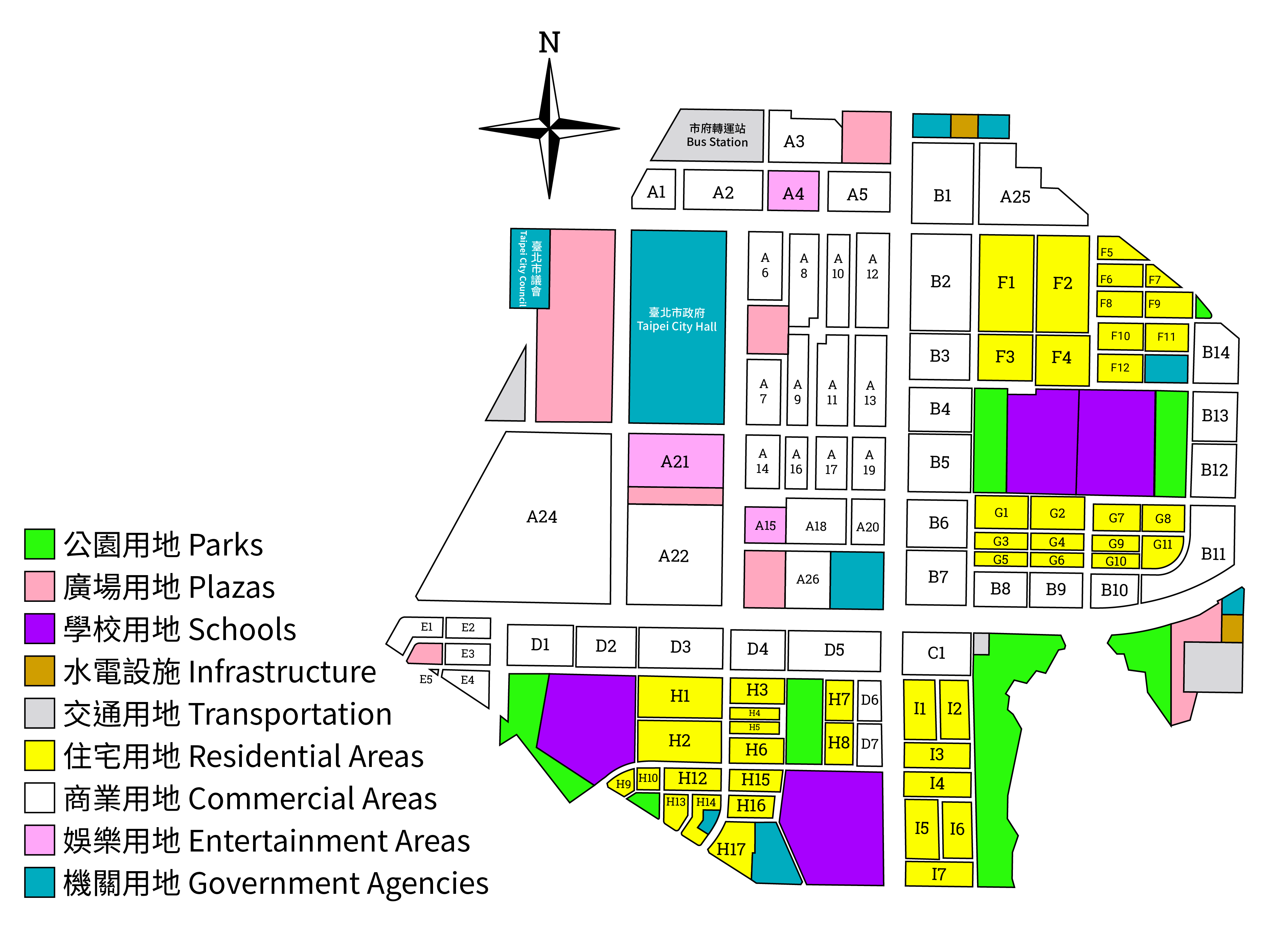
信義計畫區土地使用分區示意圖

| 區塊        | 建築名稱                        | 樓層數 | 高度(m) | 樓板面積(m2) | 狀態   | 啟用年度       | 用途               | 備註                   |
| ----------- | ------------------------------- | ------ | ------- | ------------ | ------ | -------------- | ------------------ | ---------------------- |
| 車站        | 市府轉運站                      | 31     | 151     | 144,037.15   | 完工   | 2010年         | 商場、旅館、交通   | [ 16 ]                 |
| 機          | 臺北市政府大樓                  | 12     | 54.42   | 196,684.59   | 完工   | 1994年         | 市政               | [ 17 ]                 |
| 機          | 臺北市議會                      | 10     | 35      | 46,592.4     | 完工   | 1990年         | 市政               | [ 18 ]                 |
| A1          | 遠雄金融中心                    | 32     | 208     | 61,147.58    | 完工   | 2012年         | 辦公               | [ 19 ]                 |
| A2          | 統一國際大樓                    | 30     | 154     | 116,773.91   | 完工   | 2004年         | 商場、辦公         | [ 20 ]                 |
| A3          | 國泰置地廣場                    | 47     | 212     | 152,488.6    | 完工   | 2015年         | 商場、辦公         | [ 21 ]                 |
| A4          | 信義新天地                      | 9      | 49      | 87,700       | 完工   | 2005年         | 商場               | [ 22 ]                 |
| A5          | 寶麗廣塲                        | 9      | 49.98   | 52,636.11    | 完工   | 2009年         | 商場               | [ 23 ]                 |
| A6          | 華新麗華大樓 （花旗信義大樓）   | 27     | 134.6   | 77,824.15    | 完工   | 2009年         | 辦公               | [ 24 ]                 |
| A7          | 台北天空塔                      | 51     | 280     | 87,464.32    | 興建中 | 2025年         | 商場、旅館、演藝廳 | [ 25 ] [ 註 1 ]        |
| A8          | 信義新天地                      | 9      | 39.55   | 67,901.18    | 完工   | 2001年         | 商場               | [ 26 ]                 |
| A9          | 信義新天地                      | 9      | 47.1    | 51,854.9     | 完工   | 2003年         | 商場               | [ 27 ]                 |
| A10         | 寒舍艾麗酒店                    | 22     | 89.95   | 54,956.28    | 完工   | 2013年         | 商場、旅館         | [ 28 ]                 |
| A11         | 信義新天地                      | 7      | 40.7    | 62,705.81    | 完工   | 1997年         | 商場               | [ 29 ]                 |
| A12         | 新光信義金融大樓                | 22     | 89.95   | 79,689.79    | 完工   | 2010年         | 辦公、旅館         | [ 30 ]                 |
| A13         | 遠百信義A13、Apple信義A13       | 14     | 78.53‬   | 78,192.63    | 完工   | 2019年         | 商場               | [ 31 ]                 |
| A14         | ATT 4 FUN                       | 10     | 42      | 33,065.65    | 完工   | 2000年         | 商場               | [ 32 ]                 |
| A15、18、20 | 臺北南山廣場                    | 48     | 272     | 192,154.99   | 完工   | 2018年         | 商場、辦公         | [ 33 ] [ 註 2 ]        |
| A16         | 威秀影城 （2021改裝）           | 3      | 21.15   | 10,944.2     | 完工   | 1997年         | 商場               | [ 34 ]                 |
| A17         | 威秀影城 （2021改裝）           | 4      | 27.9    | 20,674.15    | 完工   | 1997年         | 商場               | [ 35 ]                 |
| A19         | Neo 19                          | 12     | 43.9    | 24,380.69    | 完工   | 2001年         | 商場               | [ 36 ]                 |
| A21         | 南山A21 （世貿三館改建）        | 43     | 232.7   | 141,528.55   | 興建中 | 2028年         | 商場、辦公         | [ 37 ] [ 38 ] [ 註 3 ] |
| A22、A23    | 臺北101                         | 101    | 509.2   | 374,219.95   | 完工   | 2004年         | 商場、辦公         | [ 39 ]                 |
| A24         | 世貿中心展覽大樓                | 8      | 41      | 157,642.34   | 完工   | 1986年         | 會展               | [ 40 ]                 |
| A24         | 臺北世界貿易中心國際貿易大樓    | 34     | 142.92  | 111,791.52   | 完工   | 1988年         | 辦公               | [ 41 ]                 |
| A24         | 臺北國際會議中心                | 10     | 48.95   | 59,997.45    | 完工   | 1989年         | 會展               | [ 42 ]                 |
| A24         | 臺北君悅酒店                    | 26     | 85.2    | 118,505.52   | 完工   | 1990年         | 旅館               | [ 43 ]                 |
| A25         | 富邦信義園區                    | 54     | 266.3   | 132,362.85   | 完工   | 2023年         | 辦公、美術館       | [ 44 ] [ 45 ]          |
| A26         | 南山A26 （信義區公所改建）      | 30     | 153.3   | 83,099.28    | 興建中 | 2026年         | 辦公               | [ 46 ]                 |
| B1          | 中油大樓                        | 23     | 90      | 102,920.4    | 完工   | 2001年         | 辦公               | [ 47 ]                 |
| B2          | 國泰金融中心大樓                | 24     | 106.15  | 89,902.76    | 完工   | 2002年         | 辦公               | [ 48 ]                 |
| B3          | 宏泰交易廣場                    | 18     | 81.75   | 52,801.35    | 完工   | 1999年         | 辦公               | [ 49 ]                 |
| B4          | 群益金融大樓                    | 18     | 73.5    | 52,938.29    | 完工   | 1998年         | 辦公               | [ 50 ]                 |
| B5          | 克緹大樓                        | 15     | 89.5    | 28,823.85    | 完工   | 2009年         | 辦公               | [ 51 ]                 |
| B5          | 遠東商銀總部大樓                | 未定   | 未定    | 未定         | 未定   | 未定           | 辦公               |                        |
| B6          | 華南銀行總行世貿大樓            | 27     | 154.5   | 52,131.74    | 完工   | 2014年         | 辦公               | [ 52 ]                 |
| B7          | 琢白 55Timeless                 | 31     | 127.23  | 25,931.47    | 完工   | 2018年         | 住宅               | [ 53 ]                 |
| D1          | 富邦D1                          | 未定   | 未定    | 未定         | 未定   | 未定           | 辦公               | [ 54 ] [ 55 ]          |
| D3          | 元利四季酒店                    | 31     | 180.2   | 45,802.17    | 興建中 | 2026年         | 旅館               | [ 56 ] [ 57 ]          |
| D4          | 信義房屋 （信義企業集團）       | 10     | 48.2    | 22,771.09    | 完工   | 1995年         | 辦公               | [ 58 ]                 |
| D5          | 國泰信義經貿大樓 、信義首席公館 | 12     | 49.95   | 47,088.36    | 完工   | 2003年、2020年 | 辦公               | [ 59 ]                 |
| E1          | 震旦國際大樓                    | 18     | 72.75   | 33,747.71    | 完工   | 1991年         | 辦公               | [ 60 ]                 |
| E2          | 新光曼哈頓世貿大樓              | 16     | 66.25   | 23,208.43    | 完工   | 2000年         | 辦公               | [ 61 ]                 |
| E4          | 南山金融中心                    | 17     | 69.95   | 27,559.93    | 完工   | 2006年         | 辦公               | [ 62 ]                 |
| F1          | 陶朱隱園                        | 21     | 93.2    | 42,705.61    | 完工   | 2018年         | 住宅               | [ 63 ]                 |

## 聯外交通

### 鐵路運輸
- 臺北捷運
  -  板南線：市政府站、永春站
  -  淡水信義線：臺北101/世貿站、象山站
  -  東環段：永春站、象山站（興建中）

### 公路運輸
- 快速道路系統
  - 基隆路車行地下道
  - 信義快速道路
  - 市民大道高架道路
  - 環東大道
- 主要聯外道路
  - 忠孝東路（台5線）
  - 基隆路
  - 信義路
- 市府轉運站

## 註解
1. ↑  原本為中國信託金融控股及中國信託商業銀行總行大樓和新舞台，2014年5月中信金總部遷至南港區中國信託金融園區後，於2015年10月以151億新台幣售出95%土地所有權持分，由買方負責拆除，且需重建新舞台。
2. ↑  原本為世貿二館，2012年由南山人壽標得50年地上權，而在2013年拆除。
3. ↑  原本為世貿三館，2020年由南山人壽標得70年地上權，而在2020年拆除。設計數據為環評提交方案，惟尚非最終定案。

## 外部連結
- 臺北市政府（页面存档备份，存于）
- 信義商圈  臺北旅遊網（页面存档备份，存于）
- 信義商圈  交通部觀光局 （页面存档备份，存于）
- 信義區社區規劃服務中心總結成果報告書 （页面存档备份，存于）
- 臺北市商業處-商圈介紹-信義計畫區百貨 （页面存档备份，存于）